# Debora Menicucci
Debora Sacha Menicucci Anzola (Caracas, Venezuela; 24 de mayo de 1991) es una modelo, diseñadora de modas, presentadora de televisión y reina de belleza venezolana ganadora del título Miss Venezuela Mundo 2014 y representante de dicho país en el Miss Mundo 2014. También participó en el Miss Venezuela 2013 sin clasificar.

## Vida personal
Hija del italiano Fabio Menicucci y de la caraqueña Soraya Anzola; además tiene cuatro hermanos: Pietro, Nicola, Luca y Eva Sofía. Habla español, inglés e italiano. Estudió la primaria en Caracas, posteriormente se trasladó a Italia donde estudió hasta el año 2009 en el Instituto "Professionale Matteo Civitali", en Lucca, Italia. Luego estudió hasta el año 2011 en el "Istituto Marangoni", en la ciudad de Milán. Recibió el diploma como Diseñadora de Modas en (Fashion Business Management).
En 2015, se casó con el abogado, presidente del tribunal supremo de justicia Maikel Moreno, en una recepción privada en República Dominicana. En 2016 se compró una mansión en Italia en la región de Toscana. En 2020 el país estadounidense le prohibió la entrada , según una cláusula legal como consecuencia de su relación con Moreno quién se encuentra sancionado por la OFAC. El 6 de abril de 2023, la justicia de Italia confiscó la mansión que estaba registrada a nombre de Débora Menicucci, con un valor equivalente a 6 millones de dólares, luego de ser el resultado de una investigación de la Guardia di Finanza sobre un presunto caso de blanqueo de dinero en la compra de la villa.

## Miss Venezuela 2013
Menicucci representó al Estado Amazonas en el Miss Venezuela 2013, celebrado el 9 de octubre de 2013, en el Poliedro de Caracas, donde no clasificó entre las diez semifinalistas. Previamente, ella había ganado las bandas especiales de Miss Pasarela y Miss Actitud.

## Miss Venezuela Mundo 2014
Debora participó en la segunda edición del certamen Miss Venezuela Mundo que se llevó a cabo el 2 de agosto en Caracas, Venezuela donde compitió con otras 11 candidatas; al final de la noche fue coronada como Miss Venezuela Mundo de manos de su predecesora Karen Soto.

## Miss Mundo 2014
Como parte de sus responsabilidades como Miss Venezuela Mundo, Debora tuvo el derecho de representar a Venezuela en el certamen Miss Mundo 2014 donde compitió con otras 120 candidatas por el título mundial que  ostentaba la filipina Megan Young; Menicucci no clasificó al grupo de finalistas. La última vez que Venezuela clasificó entre las finalistas del certamen mundial fue en 2011; cuando Ivian Sarcos se convirtió en la sexta venezolana en ganar el título.

## Trabajos en TV
Luego, de participar en el Miss Mundo 2014; ingresó al canal prívado Televen como animadora de la sección de espectáculos del noticiero de esa planta televisiva, a la par forma parte de la animadoras del programa de farándula "Lo Actual".
| Predecesor: - Hylene Lyanne Báez Flores | Miss Amazonas 2013        | Sucesor: - Maira Alexandra Rodríguez |
| Predecesor: Karen Soto                  | Miss Venezuela Mundo 2014 | Sucesor: Anyela Galante              |